# مجهر أيوني

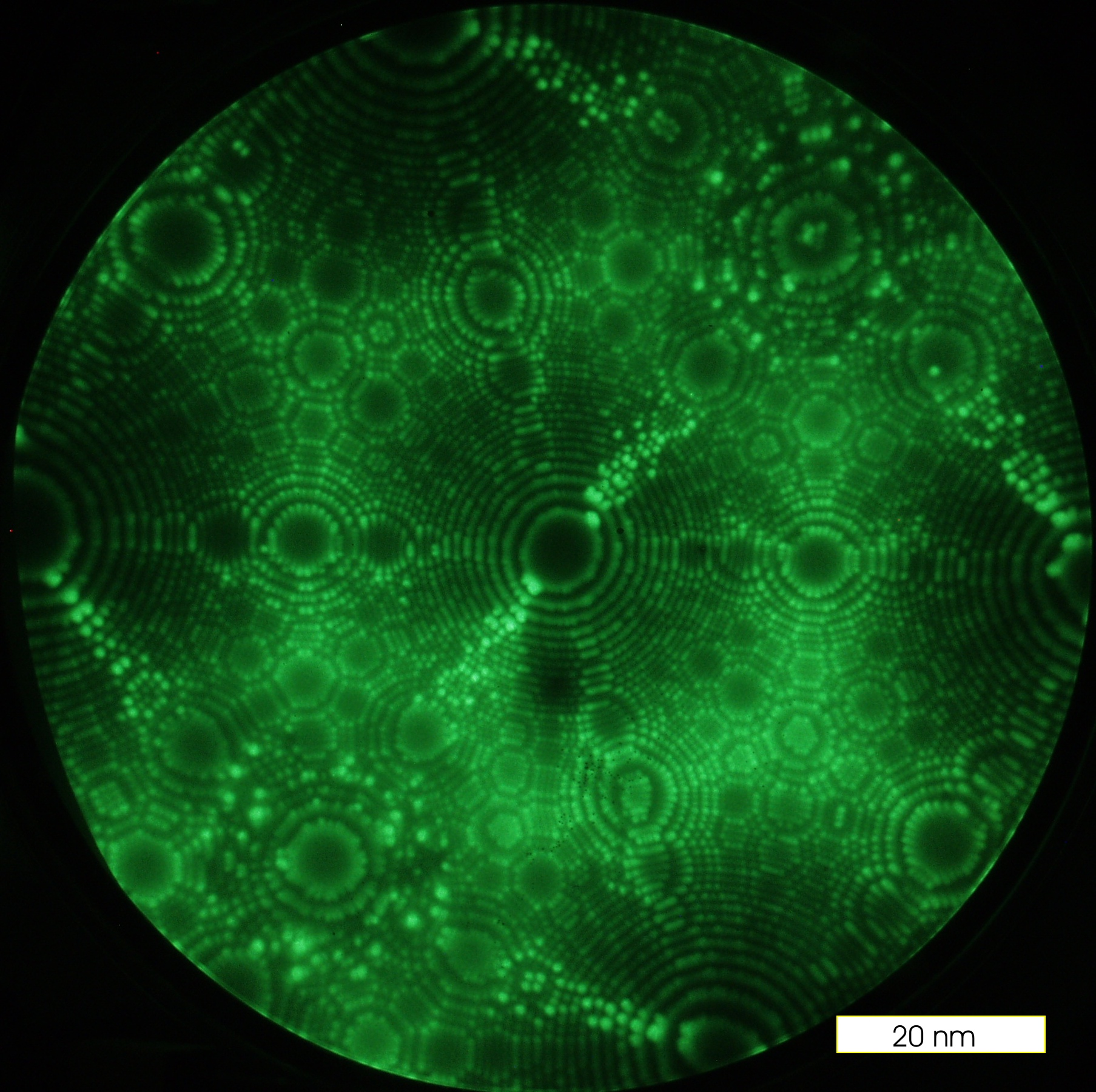

المجهر الأيوني (Ion microscope) أداة مجهرية ذات قدرة هائلة على التكبير، فهو يكبِّر حتى مليوني مرة بدقة فائقة تمكن حتى من رؤية الذرات المفردة. ويستعمل العلماء المجهر الأيوني لدراسة فيزياء وكيمياء السطوح والشوائب في الفلزات. ويستعملونه أيضًا لمعرفة كيفية ترتُّب الذرات الفلزية لتكوين البلورات، وكيف تؤثر الغازات والإشعاعات في مثل هذه البلورات.
والجزء الرئيسي من المجهر الأيوني إبرة سن دقيقة مصنوعة من الفلز المراد فحصه. وهذه الإبرة أدق ألف مرة من رأس الدبوس العادي. وهي موجهة إلى شاشة فلورية مثبتة بالقرب منها. وتُظهر الشاشة أثناء تشغيل المجهر، صورة مكبرة لرأس الإبرة، وهذه الصورة نمط من النقط المضيئة اللامعة. وهذه النقط تُظهر ترتيب ذرات الفلز التي تشكل رأس الإبرة.

## طريقة عمل المجهر الأيوني
يعمل المجهر الأيوني بمبدأ الجذب والطرد الكهربائي. فالإبرة والشاشة محفوظتان في أنبوب زجاجي مفرّغ من الهواء، يحتوي على كمية صغيرة من غاز الهيليوم. وتنشئ فولتية كهربائية تصل إلى 30,000 فولت مجالاً كهربائيًا قويًا ما بين الإبرة والشاشة. والإبرة مشحونة بشحنة موجبة، وتجذب الإلكترونات من ذرات الهيليوم التي تنساق بإتجاه رأس الإبرة. وعندما تفقد ذرات الهيليوم الإلكترونات تصبح أيونات ذات شحنة موجبة. وبسبب ما فيها من شحنة موجبة، تُطْرَد الأيونات من الذرات التي تشكل رأس الإبرة المشحونة بشحنة موجبة. وعندها تطير الأيونات رأسًا إلى الشاشة ذات الشحنة السالبة. وحيثما تتماس مع الشاشة تُحدث توهجًا. وخلال انسياب الأيونات من الإبرة تنتشر على امتداد الشاشة بأكملها. وبهذه الطريقة تتولد صورة مكبرة لسطح رأس الإبرة، مظهرة ترتيب الذرات في البلورة الفلزية.

## تاريخ
اخترع المجهر الأيوني إرفين مولر، وهو عالم فيزيائي ألماني هاجر إلى الولايات المتحدة عام 1951م. وقد طوره من مجهر انبعاث المجال الذي اخترعه عام 1936م. وفي هذه الأداة تطبق فولتية سالبة عالية على إبرة فلزية، وتنجذب الإلكترونات المقذوفة من الإبرة إلى شاشة موجبة الشحنة. وتكون الصور الظاهرة على الشاشة مشوشة جدًا فلا تكشف الذرات المفردة. ولكنها تستطيع إعطاء المعلومات حول الطريقة التي تنساب بها الإلكترونات من الفلزات المختلفة.
في عام 1951م، استخدم مولر المجهر الأيوني لأخذ أول صورة عن ترتيب الذرات على سطح فلز. وفي عام 1954م طوَّر مولر نسخة معدّلة عن المجهر الأيوني، سمّاه مجهر السَّبْر الذري للمجال الأيوني. ويستطيع هذا المجهر تحليل ذرة مفردة على سطح إحدى العينات، ويستطيع أيضًا إزالة الذرات من سطح فلزي وإرسالها إلى جهاز يسمى مكشاف الطيف الكتلي.